# Kulturna prava
Kulturna prava jedna su od temeljnih ljudskih prava, priznaju pravo pojedinca da sudjeluje u kulturnome životu i da izražava svoju kulturu u okviru ljudskih prava. Pokret za kulturna prava ima za cilj zaštititi prava skupina ljudi ili njihove kulture slično kako je pokret za ljudska prava naglasio potrebe pojedinaca.
Kulturna prava obuhvaćaju različita područja kao što su, među ostalima, jezik, religija, kulturna i umjetnička produkcija, sudjelovanje u kulturnom životu, kulturna baština, prava intelektualnog vlasništva, autorska prava, prava manjina te pristup kulturi. Manje se fokusiraju na sam čin očuvanja kultura kao krajnji cilj, a više na postizanje ekoloških odnosa između kulturnih grupa kako bi se osiguralo pravedno međudjelovanje i potencijalne organske kulturne promjene. Meyjes predlaže alternativne izraze poput kulturna pravda, etnokulturna pravda i međukulturna pravda definirajući ih kao načelo maksimalnoga prilagođavanja vrijednostima specifičnim svakoj kulturi te praksama manjinskih skupina i njihovih članova unutar općih pravnih, regulatornih ili političkih granica institucije, zajednice ili društva (povezano s pojmom univerzalizacije).

## Zaštita kulture
Zaštita kulture podrazumijeva niz mjera i pristupa usmjerenih na očuvanje, promicanje i podršku kulturnom naslijeđu, izrazima, tradicijama i identitetima. Ove zaštitne mjere uključuju pravne, institucionalne i društvene strategije kako bi se osiguralo očuvanje bogatstva i raznolikosti kulturne baštine.
Kulturna prava obuhvaćaju prava koja se odnose na umjetnost i kulturu u širem smislu. Temeljni je cilj tih prava osigurati pristup kulturi pojedincima i zajednicama te omogućiti sudjelovanje u kulturi prema vlastitom izboru. Ova ljudska prava usmjerena su na osiguravanje uživanja u kulturi i njezinim aspektima s posebnim naglaskom na jednakost, ljudsko dostojanstvo i nediskriminaciji.

## Očuvanje manjinskih kultura
Kulturna prava skupinā fokusiraju se na aspekte kao što su vjerske i etničke manjine te domorodačka društva koja su u opasnosti od nestanka. Ta prava obuhvaćaju sposobnost grupe da čuva svoj način života uključujući odgoj djece, očuvanje jezika te osiguranje ekonomske osnove unutar države u kojoj se nalazi. Povezana ideja prava intelektualnog vlasništva domorodaca (IPR) nastala je kako bi se očuvala kulturna osnova svakog društva i time spriječio spriječio etnocid.
Pokret za kulturna prava postao je popularan zbog tržišne vrijednosti mnogih tradicionalnih kulturnih saznanja uključujući etnomedicinu, kozmetiku, uzgoj biljaka, prehrambene proizvode, folklor, umjetnost, zanate, pjesme, plesove, nošnje i obrede. Proučavanje drevnih kultura može otkriti tragove o povijesti ljudske rase i doprinijeti dubljem razumijevanju našeg porijekla te uzastopna kulturnog razvoja. Međutim, istraživanje, dijeljenje i komercijalizacija takvih kulturnih elemenata često otežavaju očuvanje kulturnih prava onih koji toj kulturi pripadaju.
Kulturna prava trebalo bi da budu uvažena i u lokalnim politikama. U tu svrhu Agenda 21 za kulturu, prvi dokument s globalnom misijom poticanja uspostave temeljā kulturnomu razvoju gradova i lokalnih vlada, uključuje kulturna prava kao jedan od svojih principa. Dokument raspravlja o važnosti priznavanja lokalnih vlasti da su kulturna prava neodvojiv dio širih ljudskih prava pri tome se koristeći Općom deklaracijom o ljudskim pravima kao referencom.

## Kulturna antropologija
Svaka kultura ima svoj jedinstven odgojni pristup, pa se kulturna prava odnose na sposobnost grupe da očuva svoje kulturno naslijeđe, odgaja djecu na način koji njeguje tradiciju, zadrži vlastiti jezik te izbjegne ekonomska ograničenja koja nameću države u kojima se nalazi. Antropolozi ponekad odbijaju proučavati vjerovanja i prava određenih kultura zbog straha od potencijalnih negativnih reakcija izbjegavajući suprotstavljanje raznolikosti kultura. Unatoč tomu antropolozi i dalje ovise na onome što istražuju na raznim arheološkim nalazištima.[nedostaje izvor]

## Vanjske poveznice
- Kulturna prava u 20. stoljeću", BBC Radio 4 razgovor s Homijem Bhabhom i Johnom Grayem ( U naše vrijeme, 10. prosinca 1998.)